# Concours international de piano d'Orléans
 (janvier 2024).
Si vous disposez d'ouvrages ou d'articles de référence ou si vous connaissez des sites web de qualité traitant du thème abordé ici, merci de compléter l'article en donnant les références utiles à sa vérifiabilité et en les liant à la section « Notes et références ».
 (novembre 2019).
Le Concours international de piano d'Orléans est un concours de piano contemporain bisannuel organisé à Orléans (France), par l'association Orléans Concours International (OCI).
Ce concours révèle de jeunes pianistes, les accompagne dans leur carrière et vise à faire connaître la musique de 1900 à nos jours. Créé en 1994 par Françoise Thinat, il est le seul concours de piano au monde à se focaliser sur le répertoire contemporain,. Le concours est affilié à la Fédération Mondiale des Concours Internationaux de Musique.
Depuis 2004, un concours junior, le concours Brin d'herbe, a lieu tous les deux ans, en alternance avec le concours adulte.
Pour chaque édition, une commande est passée auprès d'un compositeur de renommée internationale, dont la création constitue « l'œuvre imposée » du concours aux candidats.

## Histoire

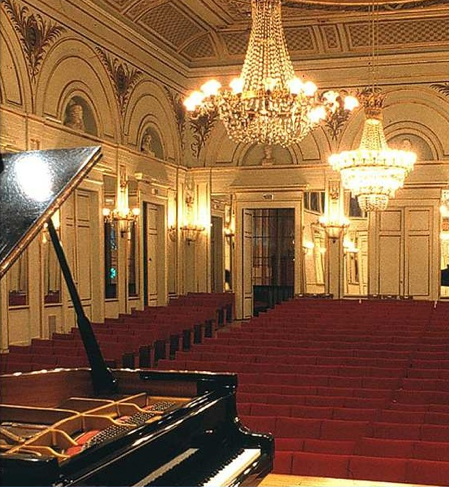
Salle de l'Institut du Conservatoire d'Orléans.

En 1989, Françoise Thinat crée Orléans Concours International, une association qui tend à faire connaître et diffuser la musique pour piano du XXe siècle.
En 1994, le premier concours a lieu. Elle imagine « un concours idéal, avec un programme à la carte, un répertoire ouvert, un jury collégial (...) une limite d'âge qui encourage le deuxième souffle, sans décourager les très jeunes talents ... », car, à cette époque, ce répertoire était très peu joué.
L'association travaille avec des bénévoles exclusivement jusqu'en 2006, date où un bureau de salariés est créé.
En 2015, Françoise Thinat passe le relais à Isabella Vasilotta, qui devient la directrice artistique, choisie parmi une dizaine de candidats. Son objectif est « d'assurer la pérennité » du concours que Françoise Thinat a créé,.
En 2017, Eric Denut est élu président de l'association. Il a été administrateur délégué du concours entre 2006 et 2009. Françoise Thinat reste présidente honoraire.
Depuis les origines, le concours a lieu à Orléans dans la salle de l'Institut du Conservatoire d'Orléans.
En 2024, le Concours a fêté ses 30 ans. La 16e édition a eu lieu entre le 16 mars et le 4 novembre 2024, avec une première épreuve au printemps, autour du monde (à Chicago, Orléans et Shanghai) ; la deuxième épreuve (et jusqu'à la Finale) s'est déroulée à Orléans, à l'automne.
Un concert des finalistes clôture chaque édition, au Théâtre des Bouffes du Nord à Paris.

## Règlement 2024
1. Le concours s'adresse aux pianistes nés à partir du 1er janvier 1988, sans distinction de nationalité ou de sexe.
2. Le nombre de participations possibles au concours pour un candidat est de trois fois.
3. Lors d'une réinscription, le pianiste devra présenter de nouvelles œuvres avec une tolérance de deux pièces maximum proposées les années précédentes.
4. Les exécutions de mémoire ne sont pas obligatoires.
5. Les épreuves seront publiques et enregistrées[12].

## Prix 2024
Les Prix se distinguent en trois catégories : les Prix d'Interprétation, le Prix de Composition et les Prix Spéciaux.

### Prix d'Interprétation
- 1er Prix Fondation ORCOM
- 2e Prix
- 3e Prix André Chevillion - Yvonne Bonnaud
- Prix des Étudiants du Conservatoire d'Orléans

### Prix de Composition
Le Prix de Composition a été créé en 1998. Les candidats doivent présenter la pièce d'un compositeur lors de la deuxième épreuve. Le compositeur peut être soit le candidat lui-même, soit un jeune compositeur choisi par le candidat, soit un compositeur du monde entier ayant candidaté pour ce prix auprès de l'association et choisi ensuite parmi les candidats.

### Prix Spéciaux
Les Prix Spéciaux ont été créés en 1996. Ils sont attribués aux lauréats grâce à des institutions en lien avec un compositeur ou un pianiste majeur du XXe siècle. On retrouve deux sous-catégories à ces Prix Spéciaux : les Prix Interprètes du XXe siècle et les Prix Compositeurs du XXe siècle. Au fil des années, la liste des prix s'est rallongée pour arriver à un total de 10 Prix.

#### Interprètes duXXesiècle

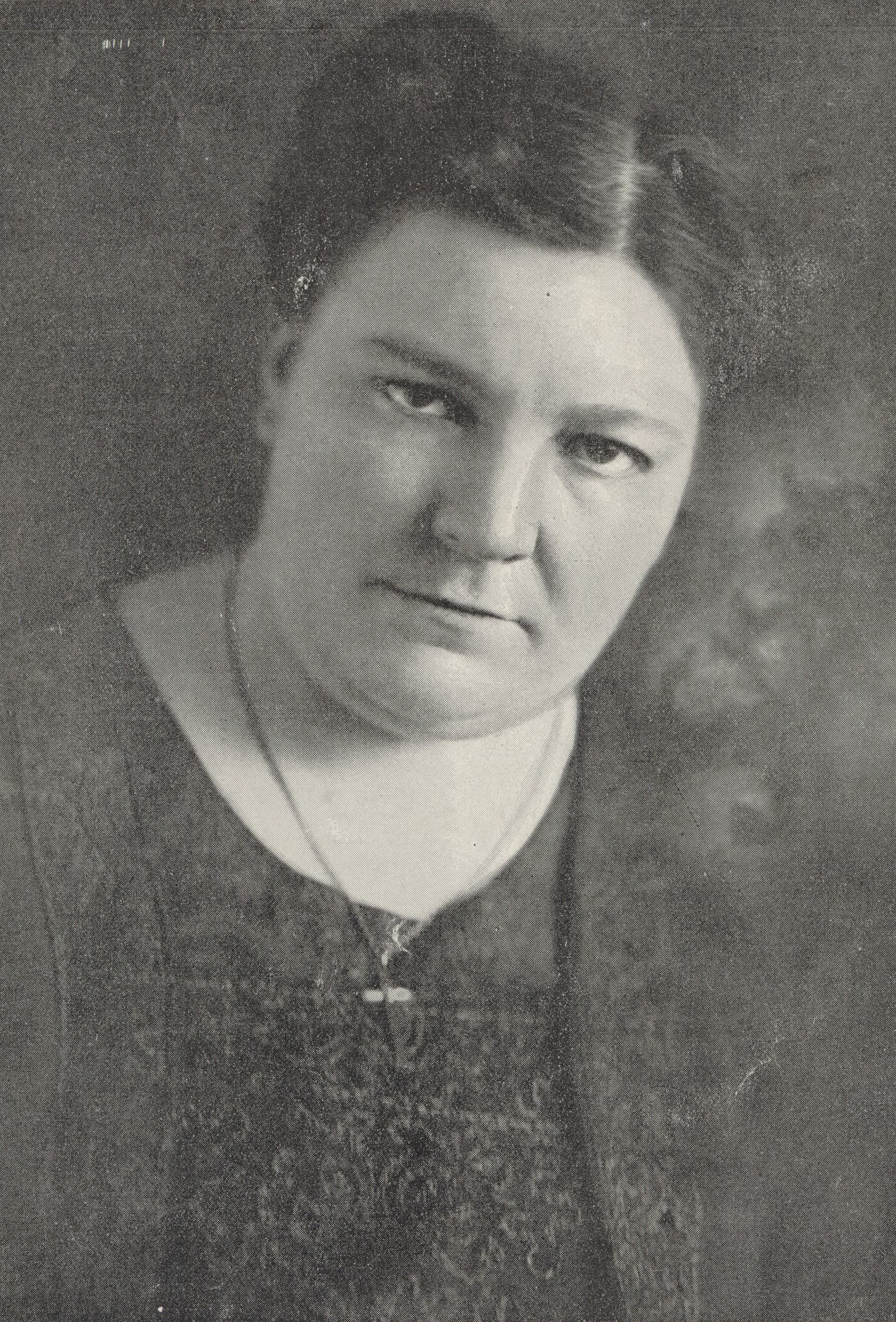
Blanche Selva.

- Prix Samson François
- Prix Ricardo Viñes
- Bourse Blanche Selva

#### Compositeurs duXXesiècle
Le candidat choisit deux œuvres de deux interprètes ci-dessous.
- Prix André Boucourechliev
- Prix Edison Denisov
- Prix Bill Hopkins
- Prix Albert Roussel
- Prix Isang Yun
- Prix des Compositeurs du Conservatoire de Shanghaï
- Résidence Henri Dutilleux - Geneviève Joy

## Déroulement du Concours 2024
Les épreuves se déroulent en quatre parties :
- Première épreuve : salle de l'Institut d'Orléans. Les candidats présentent deux études de langages musicaux « opposés », une œuvre au choix composée avant 1900, et un libre choix d'œuvres des XXe et XXIe siècles.
- Deuxième épreuve (12 candidats) : salle de l'Institut d'Orléans. Les candidats présentent un ou deux Prix Spéciaux liés à des Compositeurs du XXe siècle (8 min minimum), le Prix de Composition André Chevillion - Yvonne Bonnaud et un libre choix d'œuvres des XXe et XXIe siècles.
- Demi-finale récital (6 candidats) : salle de l'Institut d'Orléans. Les candidats présentent un ou deux Prix Spéciaux liés à des Compositeurs du XXe siècle (8 min minimum), une œuvre de la liste « Les 30 ans du Concours international de piano d'Orléans », et un libre choix d'œuvres des XXe et XXIe siècles.
- Finale (3 candidats) : Théâtre d'Orléans. Les candidats jouent une pièce avec un ensemble de musique puis, une œuvre au choix entre Deodat de Severac, Paul Dukas, Guy Ropartz et enfin une œuvre composée en 1900 et 2023, le choix est libre.

## Jury
Chaque année, un jury est sélectionné, composé de professionnels de renommée mondiale dans le domaine de la musique classique et contemporaine.

## Commandes d’œuvres passées
Depuis sa 4e édition, le Concours commande auprès d’un compositeur de renommée internationale une œuvre pour piano qui s’inscrit dans le répertoire contemporain.
Cette pièce est alors jouée en avant-première mondiale lors de la finale :
- 4e concours en 2000 : commande de Passacaille à Eric Tanguy
- 5e concours en 2002 : commande de Intervalles (Comptine, Coccinelles, Carillon) à Patrick Burgan
- 6e concours en 2004 : commande de Choral’s Dream (pour orgue et piano) à Thierry Escaich
- 7e concours en 2006 : commande de Série Noire à Pierre Jodlowski
- 8e concours en 2008 : commande de Burning (pour clarinette, piano, violon, violoncelle) à Édith Canat de Chizy
- 9e concours en 2010 : commande d' Interstices (pour piano solo et trois percussionnistes) à Philippe Hurel
- 10e concours en 2012 : commande d' Effigies (pour piano et cordes) à Jacques Lenot
- 11e concours en 2014 : commande de Lichen (pour piano solo et petit ensemble) à Jérôme Combier
- 12e concours en 2016 : commande de Le carillon d’Orléans à Philippe Hersant[13]
- 13e concours en 2018 : commande de Au cœur de l’Oblique à Hèctor Parra[14]
- 14e concours en 2020 : commande de Piano Works no 3 - « Black Letters » à Pascal Dusapin
- 15e concours en 2022 : commande de Réseaux et Dérèglements (pour piano) à Philippe Manoury
- 16e concours en 2024 : commande à Bastien David

## Autour du Concours

### Management, tournée et disque
Après les concours, les lauréats sont accompagnés par l'association dans leurs parcours en tant que pianiste professionnel pendant deux ans : le lauréat du Premier Prix se verra organiser l'enregistrement d'un disque sur un projet inédit, une tournée en région Centre Val-De-Loire courant novembre 2025, des concerts dans le monde entier, conférences et événements autour du piano, ainsi que la mise en relation avec des compositeurs et acteurs du monde de la musique contemporaine.

### Les Matinées du piano
Des lauréats du Concours international de piano d'Orléans se produisent sur scène lors des Matinées du piano depuis plus de trente ans (1991) mais, également, des lauréats d'autres concours et des pianistes déjà reconnus. Le public peut les rencontrer après le concert selon la tradition. Ces saisons de concerts se déroulent le dimanche matin à la Salle de l'Institut au Conservatoire d'Orléans. Le répertoire n'est pas limité à la musique contemporaine et touche un registre plus large dans la musique classique. La saison dure généralement d'octobre à juin.

## Concours Brin d'herbe
Créé en 2004, le Concours junior Brin d'herbe a pour vocation de promouvoir la musique contemporaine auprès du jeune public, et de faire découvrir de jeunes talents. Le concours est un événement biennal en alternance avec le Concours adulte. Tout comme pour le Concours adulte, une commande est effectuée auprès d'un compositeur renommée.

### Règlement 2023
1. Le concours comporte trois niveaux et est ouvert aux pianistes nés/nées après janvier 2005.
2. Tous les programmes devront représenter le répertoire pianistique de 1900 à nos jours.
3. Chaque candidat présente son programme lors d’une seule épreuve.
4. Les Prix Spéciaux sont optionnels. L’œuvre imposée commandée à un compositeur est obligatoire.
5. Tous les Prix, y compris les Prix Spéciaux, sont attribués par le jury.
6. Les décisions du jury seront sans appel et déterminées par l’excellence de l’interprétation, mais aussi par le choix et l’originalité du programme.
7. L'exécution de mémoire n’est pas obligatoire.
8. Après examen du dossier, chaque candidat recevra une réponse par courriel, et en cas d’acceptation, une convocation lui parviendra.

### Commandes d'œuvres passées
- 3e concours en 2009 : commande de Typologies du Regard no 1 – Résonances de Pierre Jodlowski[17]
- 4e concours en 2011 : commande de Typologies du Regard de Pierre Jodlowski[17]
- 5e concours en 2013 : commande de Pantomime, Irae et Impacts de Bruno Giner[18]
- 6e concours en 2015 : commande de Pianopolis de Michel Decoust[19]
- 7e concours en 2017 : commande de Brins de sons (cycle pour piano et chœur) de Marc-Olivier Dupin[20]
- 8e concours en 2019 : commande de Inner Landscapes / Paysages Intérieurs (pour piano seul) de Christian Mason[21]
- 9e concours en 2021 : commande  d'Atelier d’Escher (pour piano) de Mikel Urquiza (Main qui dessine la main – 2’15 • Chute d’eau – 1’15 • Lune ridée – 1’30 • Belvédère – 2’15 • Cavaliers – 1’15 • Trois mondes – 1’45)
- 10e concours en 2023 : commande de Dans la prose du monde (pour piano) de Gérard Pesson.